# Château d'Aistersheim
Le château d'Aistersheim est un château de la fin de la Renaissance au centre d'Aistersheim, en Haute-Autriche.

## Histoire
Le château est mentionné pour la première fois en 1159 avec Dietmar von Aistersheim, un ministériel de l'Otakare. Le premier château reste en possession des seigneurs d'Aistersheim jusqu'en 1426, date à laquelle Heinrich von Aistersheim est le dernier de sa famille à mourir. Ses membres se sont également appelés Aist, d'après leur quartier général près d'Altaist dans le Mühlviertel. Le château est une fortification à la frontière de la Bavière qui s'étend près de Haag am Hausruck à cette époque. En 1464, Hanns von Hohenfeld achète le territoire. Aistersheim est dans cette famille pendant plus de 350 ans. Hanns von Hohenfeld possède le Wasserburg depuis moins de sept ans lorsqu'il est abattu, conquis et détruit lors de la querelle du Liechtenstein par les canons à poudre modernes de Wolfgang von Schaunberg. Hohenfeld est compensé par le château de Jochenstein. Aistersheim est mal restauré, puis remplacé par un nouveau bâtiment dans la seconde moitié du XVIe siècle. Le constructeur le plus important du château de la fin de la Renaissance, qui existe encore aujourd'hui, est probablement Achaz von Hohenfeld, qui est ordonné chevalier. Les travaux de construction sont achevés vers 1600. Entre-temps, les Hohenfeld se sont convertis au protestantisme. En 1619, Otto Achaz von Hohenfeld, en tant que représentant militant des états protestants, refuse de rendre un hommage héréditaire à l'empereur Ferdinand II en tant que nouveau prince souverain. L'année suivante, les troupes bavaroises de Tilly assiègent le château, qui est défendu par des fermiers sous la direction du gardien Wolf Kessel. Après quelques jours, il est pris. Après quelques jours, la ville fut prise. Kessel paya sa résistance de sa vie, et la plupart des paysans furent pendus.
Dans la grande guerre des paysans en Haute-Autriche menée par Stefan Fadinger, Aistersheim est l'un des centres de résistance paysanne. Après la mort de Fadinger, il sert à Achaz Wiellinger von der Au de quartier général et de stockage de sacs. À cette époque, les archives des souverains sont détruites. Lors de la conquête ultérieure par le gouverneur bavarois en Haute-Autriche, Adam von Herberstorff, le bâtiment est gravement endommagé. Après cela, des dizaines d'agriculteurs sont pendus. Les Hohenfeld se reconvertissent au catholicisme. Sa chevalerie est confirmée et Ferdinand von Hohenfeld est élevé au rang de comte impérial en 1669. Un incendie en 1771 cause d'importants dégâts, de sorte que plusieurs rénovations dans le style baroque sont nécessaires. Dans la première moitié du XIXe siècle, les façades extérieures sont rénovées. Avec le maréchal lieutenant Otto Adolf von Hohenfeld, la famille s'éteint en 1824. Ses quatre sœurs vendent le domaine à Johann Karl Dworzak en 1830. Ses descendants possèdent Aistersheim jusqu'à la seconde moitié du XXe siècle.

## Architecture
Le complexe rectangulaire de trois étages possède quatre tours rondes trapues aux angles, qui font fortement saillie. Ces tours sont couvertes de toits coniques. Le château est encore complètement entouré d'un étang, sur lequel deux ponts en bois mènent aux portes. Les murs extérieurs de près de deux mètres et demi d'épaisseur reposent sur un grand nombre de pilotis en bois. Le rez-de-chaussée, conçu comme un soubassement, est rustique. La tour-porte côté nord face à la place date du XIIIe siècle. Cependant, il est construit plus tard et transformé en une horloge élancée et un clocher à l'époque baroque. L'entrée privilégiée aujourd'hui mène des bâtiments de la ferme à l'arrière. Au-dessus de lui se trouve un balcon avec une grille en fer forgé. La cour intérieure spacieuse a des portiques ou des arcades sur les quatre façades, avec les arcs du deuxième étage seulement moitié moins larges que ceux des deux étages inférieurs, mais deux fois plus nombreux. Deux escaliers ouverts se font face en diagonale. Trois portes en arc brisé sont encore de l'époque de la construction gothique.
L'intérieur du château est majoritairement moderne. La salle des chevaliers occupe deux étages, il s'étendait autrefois sur tout le côté étroit de l'aile est. Les fresques d'influence italienne dans les champs encadrés de stuc du plafond montrent des représentations mythologiques. L'année 1645 est visible sur deux grands encadrements de porte. Les six peintures à l'huile sont des œuvres du peintre Kessler de Brixen im Thale. La chapelle du château est logée dans la tour d'angle nord-est. Sous la coupole plate en stuc se trouve un imposant autel de 1658, orné de statues grandeur nature, le reste du mobilier, dont un rare orgue, est également du XVIIe siècle. Une impressionnante porte Renaissance avec incrustations et sculptures mène à la salle de l'aumônier.